# International Development Association
International Development Association (IDA) är en internationell organisation inom FN, grundad 1960. 
Den fungerar som en internationell bank som utdelar lån till utvecklingsländer. Tillsammans med International Bank for Reconstruction and Development bildar den Världsbanken. 